# 日本芸術専門学校
日本芸術専門学校（にほんげいじゅつせんもんがっこう）は、学校法人日本芸術学園が運営する東京都大田区にある専門学校。
俳優・舞台俳優・映像俳優・ミュージカル俳優・声優・ダンサーなど、幅広くエンターテイメント業界で活躍する人材を養成する事を目的にし、実践的に学ぶ2年制及び3年制の専門学校である。特にミュージカルに関しては、2022年度より「ミュージカル学科」として独立したカリキュラムを用意し力を注いでいる。
施設内には､演劇・ミュージカル・コンサート・コンテスト等を行える山王ヒルズホールがある｡

## 沿革
- 1958年（昭和33年）6月 - 前身となる日本俳優芸術学園を創立
- 1978年（昭和53年）7月1日 - 学校法人日本芸術学園を都知事の認可を受け日本芸術専門学校を設立。
- 1987年（昭和62年）4月 - 第二日本芸術専門学校音楽科を設立
- 2005年（平成17年）4月 - 日本芸術専門学校大森校と、日本芸術専門学校小岩校に、それぞれ校名変更
- 2017年（平成29年）4月 - 大森校と、小岩校が統合され、名称を日本芸術専門学校に校名変更

## 学科
3年制
- ストレートプレイヤー学科
- ミュージカルプレイヤー学科

2年制
- 演劇学科（舞台俳優コース・映像俳優コース・声優コース）
- ミュージカル学科（ミュージカルコース）

## 特色
- 自由なカリキュラム

近年マルチプレイヤーが求められる芸能界に対応する為、自身で選択したコース以外の授業も選択履修することが出来る。
例）ミュージカルコースに在籍しながらアニメアフレコの授業を履修など
- 公開オーディション

年に一度約100社の業界企業、劇団、レコードレーベルとタイアップし、公開を実施。各社の新人開発セクションの方々に、パフォーマンスを披露してスカウトやプロダクション所属、デビューに繋げていくイベント。

## 出演実習制度
日本芸術専門学校では芸能プロダクションと提携しており、在学中からプロダクションに所属出来る他、映画や舞台などの出演や撮影、稽古の際に授業が欠席扱いにならない制度がある。※実習として認められるには一定の条件や提出書類あり。

## ミュージカルプロジェクト
2016年よりミュージカルプロジェクトとしてミュージカルの本場であるニューヨークから公演権を獲得し、ミュージカルを公演を実施。
演出 山田和也、翻訳・訳詞に高橋亜子、音楽監督に玉麻尚一などの日本ミュージカル界の第一線で活躍するプロフェッショナルが演出・振付・音響・照明・美術・衣装・メイク等を担当。また、一般公演と同じようにプレイガイドを使用して、全国規模でのチケット販売を行い公演を実施する。
また、2016年に上演した『hairspray JR.』は後に東宝株式会社が同公演と同じクリエイティブスタッフを起用して上演するなど業界でも注目度の高いプロジェクトとなっている。

### これまでの公演
- ミュージカル『hairspray JR.』[4]（2016年）日本初演[5]

- ミュージカル『FAME JR.』[6]（2017年・2019年・2022年・2025年）
- ディズニーミュージカル『HIGH SCHOOL MUSICAL』[7]（2018年・2021年・2024年）

## 主な出身者

### ミュージカル俳優
- 荒川湧太
- 荒川玲和
- 荒田至法
- 伊宮理恵
- 鯨井未呼斗
- 松島勇気(劇団四季俳優)
- 松永涼吾(劇団四季俳優)
- 若奈まりえ(劇団四季俳優)
- 森莉那

### 俳優
- 浅見和哉
- 今井俊斗
- 大森未来衣
- 大津尋葵
- 加藤伊音
- 亀井照三
- 佐藤貴広
- 佐藤祐吾
- 重松直樹
- 松井優花
- 清水英彰
- 瀧澤菜々美
- 寺坂光恵
- 長塚拓海
- 成田裕也
- 長谷川修
- 花井円香
- 林奏絵
- 日比茉鈴
- 山村菜海
- 吉田時尋

### 声優
- 進藤一宏
- 田谷隼
- バトリ勝悟
- 花房李彩

### ダンサー
- 弓野梨佳
- フルサワユリエ（Lindy）

### ミュージシャン
- 佐久間貴生
- 峻洋
- はな（Gacharic Spin）

### パフォーマー
- 桔梗篤 （桔梗ブラザーズ）

### アイドル
- 小日向麻衣
- 西井万理那（ex ZOC）

## アクセス
- JR京浜東北線大森駅 徒歩3分